# RWBY: Grimm Eclipse
RWBY: Grimm Eclipse — кооперативная компьютерная игра в жанре hack and slash для четырёх игроков, основанная на анимационном веб-сериале RWBY. Разработкой и изданием занималась студия Rooster Teeth Games. Игра вышла в ранний доступ в Steam 1 декабря 2015 года. Полноценный релиз на Microsoft Windows произошёл 05 июля 2016. Игра была выпущена на платформе macOS 13 октября 2016 года, на платформах Xbox One и PlayStation 4 — 17 января 2017 года. Издание Definitive Edition было выпущено для Nintendo Switch 13 мая 2021 года компанией Aspyr. Игра получила неоднозначные отзывы критиков, отмечавших недостатки в игровом процессе.

## Игровой процесс
Игровой процесс позволяет управлять одним из четырёх главных персонажей в сражениях с волнами существ Гримм. Система развития построена на очках опыта, позволяющих улучшать характеристики персонажа. Действие происходит в нескольких локациях: Изумрудном лесу, Горах Гленн, Вечной Осени и на острове, названном в честь антагониста — доктора Мерло.

## Сюжет
События игры разворачиваются между вторым и третьим томами оригинального сериала. Команды RWBY и JNPR направляются в Изумрудный лес для ремонта систем безопасности, повреждённых неизвестным устройством. Поиски противника приводят их к горам Гленн, где они сталкиваются с мутировавшими существами Гримм. В локации Вечной Осени герои обнаруживают грузовое судно компании Merlot Industries. Основатель компании, доктор Мерло, — давний знакомый профессора Озпина, одержимый изучением Гримм и причастный к инциденту в Гленн. Финальное противостояние происходит в лаборатории Мерло на острове, где с помощью зелёного вещества проводятся эксперименты по мутации Гримм. После уничтожения экспериментальных образцов и главного творения учёного герои покидают остров на челноке, пока лаборатория активирует систему самоуничтожения.

## Разработка
Первоначальная версия игры была создана фанатом сериала Джорданом Скоттом к годовщине Rooster Teeth в 2014 году. Разработка заняла пять месяцев. Демоверсия, основанная на событиях первого трейлера, представляла собой игру в жанре hack 'n slash с элементами выживания, где игрок управлял персонажем Руби в сражениях с нарастающими волнами существ Гримм. Ричард Айзенбайс из Kotaku положительно оценил систему комбо, отметив её соответствие анимационному первоисточнику, а также систему разблокируемых навыков.
На мероприятии RTX 2014 компания Rooster Teeth объявила о найме Скотта и официальном начале разработки игры. На мероприятии была представлена ранняя демоверсия для посетителей. Название игры изменили с Grim Eclipse на Grimm Eclipse, приведя написание в соответствие с названием существ в сериале. Генеральный директор Rooster Teeth Мэтт Халлум заявил о намерении применить в разработке первой собственной компьютерной игры компании те же принципы оригинальности в действии, юморе и дизайне, которые обеспечили успех анимационному сериалу RWBY..

## Приём
| Сводный рейтинг | Сводный рейтинг          |
| Агрегатор       | Оценка                   |
| --------------- | ------------------------ |
| Metacritic      | 57/100 (XOne, 7 обзоров) |

Игра получила посредственные отзывы. На сайте-агрегаторе Metacritic средняя оценка игры составляет 57 из 100 на основе 7 обзоров для платформы Xbox One.
Симоне Тальяферри из «Multiplayer.it» оценил оригинальную версию для ПК на 5/10, назвав ее слишком короткой и лишенной содержания, и предположив, что она понравится только фанатам.
Одра Боулинг из RPG Fan оценила Definitive Edition на 70/100 баллов. К достоинствам были отнесены гибкая система развития навыков и музыкальное сопровождение. Критике подверглись устаревшая графика и неудобное управление камерой. Рецензент не рекомендовала игру как отправную точку знакомства с франшизой.
Издание PLAY! Zine в лице автора под псевдонимом Милан оценило Definitive Edition на 5/10, охарактеризовав проект как попытку быстрого заработка. Положительную оценку получили включение загружаемого контента в состав издания и кооперативные элементы.
Летом 2018 года, благодаря уязвимости в защите Steam Web API, стало известно, что точное количество пользователей сервиса Steam, которые играли в игру хотя бы один раз, составляет 387 405 человек.